# Audan Qaraqija
Der Audan Qaraqija (kasachisch Қарақия ауданы Qaraqija audany, russisch Каракиянский район Karakijanski rajon) ist ein Bezirk im Gebiet Mangghystau in Kasachstan.

## Geografie
Der Audan Qaraqija liegt im Westen Kasachstans im Gebiet Mangghystau auf der Halbinsel Mangischlak. Er grenzt im Norden an den Audan Mangghystau und im Osten an die autonome Republik Karakalpakistan in Usbekistan. Im Süden grenzt der Bezirk an den Balkan welaýaty in Turkmenistan und im Westen an den Audan Munaily. Im Nordwesten des Bezirks liegt die Stadt Schangaösen, deren Territorium nicht zum Audan Qaraqija gehört, sondern einen eigenen städtischen Bezirk darstellt.
Im Westen besitzt der Bezirk eine Küste am Kaspischen Meer. Der östliche Teil liegt auf dem Ustjurt-Plateau, einer ausgedehnten, wüsten- bis steppenartigen Hochebene. Der westliche Teil ist geprägt von den südlichen Ausläufern des Mangghystau-Gebirges, ein bis zu 500 Meter hohes Gebirge, das vor allem aus Kalkstein und Sandstein besteht. Das Ustjurt-Plateau und das Mangghystau-Gebirge werden durch die Qarynscharyq-Senke voneinander getrennt. Ein Großteil des Audan Qaraqija wurde von der Regierung Kasachstans als staatlich geschütztes Gebiet ausgewiesen. Im Westen des Bezirks liegt das etwa 12.000 Quadratkilometer große staatliche Schutzgebiet Kendirli-Qajassan. Dieses Schutzgebiet umfasst auch das Naturschutzgebiet Ustjurt, das die Region um die Qarynscharyq-Senke umfasst. In der Senke hat sich der Salzsee Kendirlissor gebildet, in dem es mehrere Berge gibt.

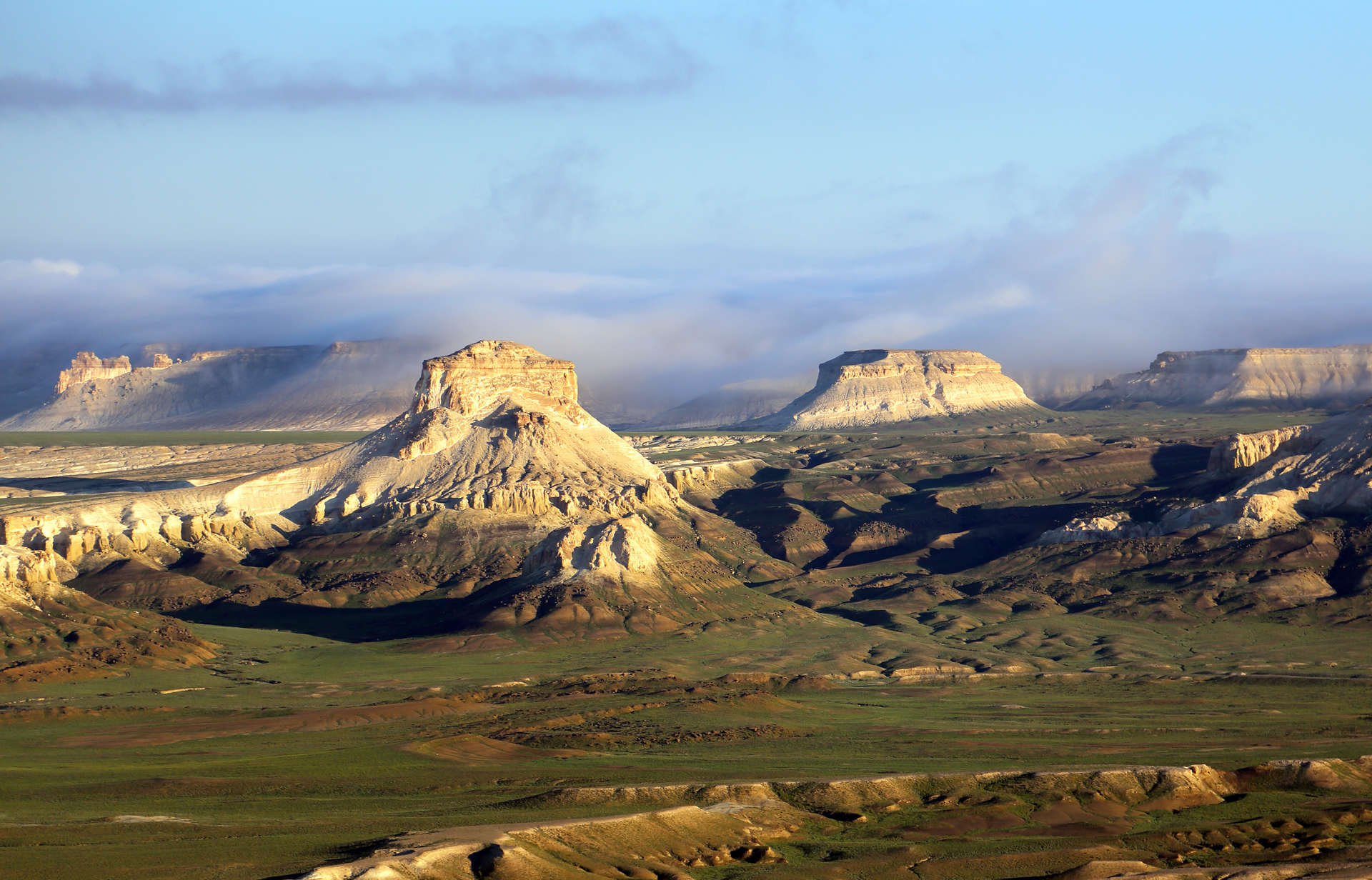
Berge im Naturschutzgebiet Ustjurt
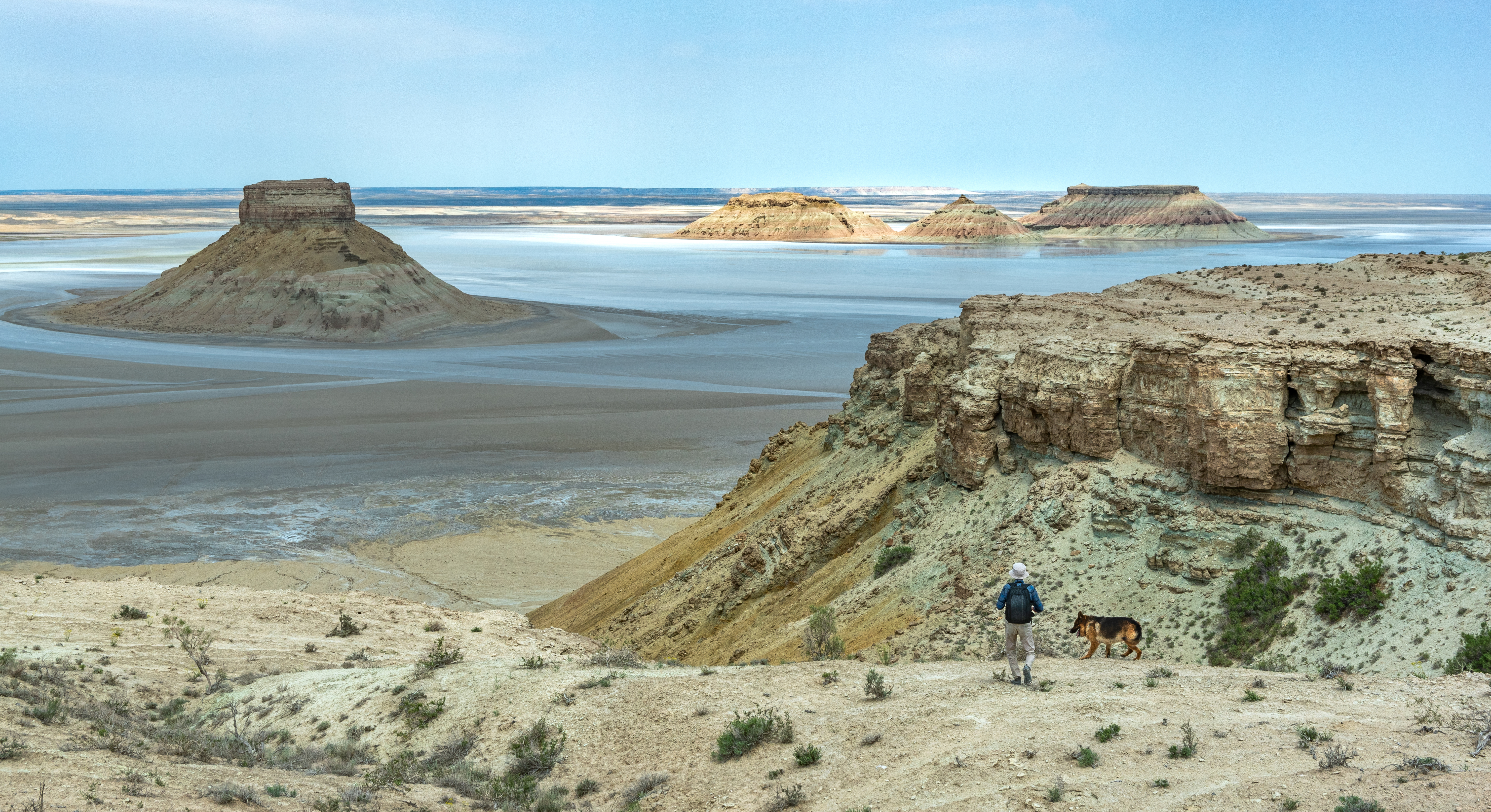
Berge im Kendirlissor
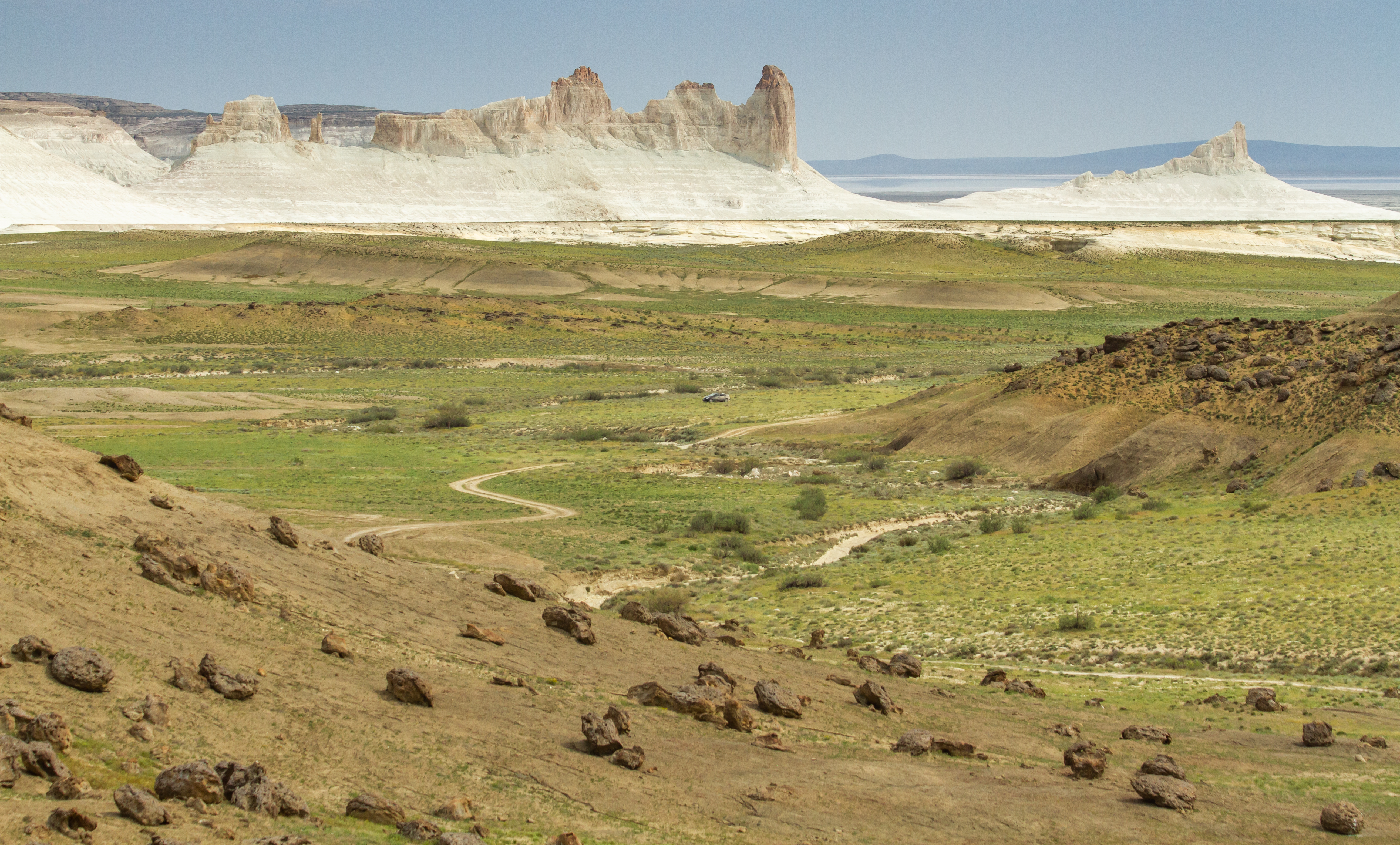
Bosschyra-Schlucht

Auf dem Gebiet des Audan Qaraqija gibt es mehrere Erdöl- und Erdgasfelder. Die größten Ölfelder sind das Öl- und Gasfeld Usen nördlich von Schangaösen und das Feld Schetibai in der Nähe des gleichnamigen Ortes. Daneben gibt es noch mehrere kleinere Felder rund um Schangaösen und in der Nähe von Quryq.

## Bevölkerung
Bei der Volkszählung 1999 hatte der Audan Qaraqija 23.437 Einwohner. Die Volkszählung 2009 ergab für den Bezirk eine Einwohnerzahl von 29.579. Bei der letzten Volkszählung 2021 lebten 36.460 Menschen im Audan Beineu. Die Fortschreibung der Bevölkerungszahl ergab zum 1. Januar 2025 eine Einwohnerzahl von 36.484.
| Einwohnerentwicklung               | Einwohnerentwicklung | Einwohnerentwicklung | Einwohnerentwicklung | Einwohnerentwicklung |
| 1979                               | 1989                 | 1999                 | 2009                 | 2021                 |
| ---------------------------------- | -------------------- | -------------------- | -------------------- | -------------------- |
| 28.694                             | 28.341               | 23.437               | 29.579               | 36.460               |
| Anmerkung: Volkszählungsergebnisse |                      |                      |                      |                      |

## Verwaltungsgliederung
Der Audan Qaraqija ist in sieben ländliche Bezirke (kasachisch Ауылдық округ Auyldyq okrug; russisch Сельский округ Selski okrug) gegliedert (Stand: 2021).
| Ländlicher Kreis | Einwohner | Einwohner | Orte                 |
| Ländlicher Kreis | 2009      | 2021      | Orte                 |
| ---------------- | --------- | --------- | -------------------- |
| Bostan           | 1.876     | 2.028     | Bostan               |
| Bolaschaq        |           | 764       | Bolaschaq            |
| Munaischy        | 4.647     | 5.209     | Munaischy            |
| Qulandy          | 1.319     | 1.633     | Botagös, Qulandy     |
| Quryq            | 8.118     | 11.466    | Quryq                |
| Schetibai        | 11.326    | 13.541    | Qonaiqora, Schetibai |
| Senek            | 2.293     | 1.819     | Aqqudyq, Senek       |

## Kultur und Sehenswürdigkeiten

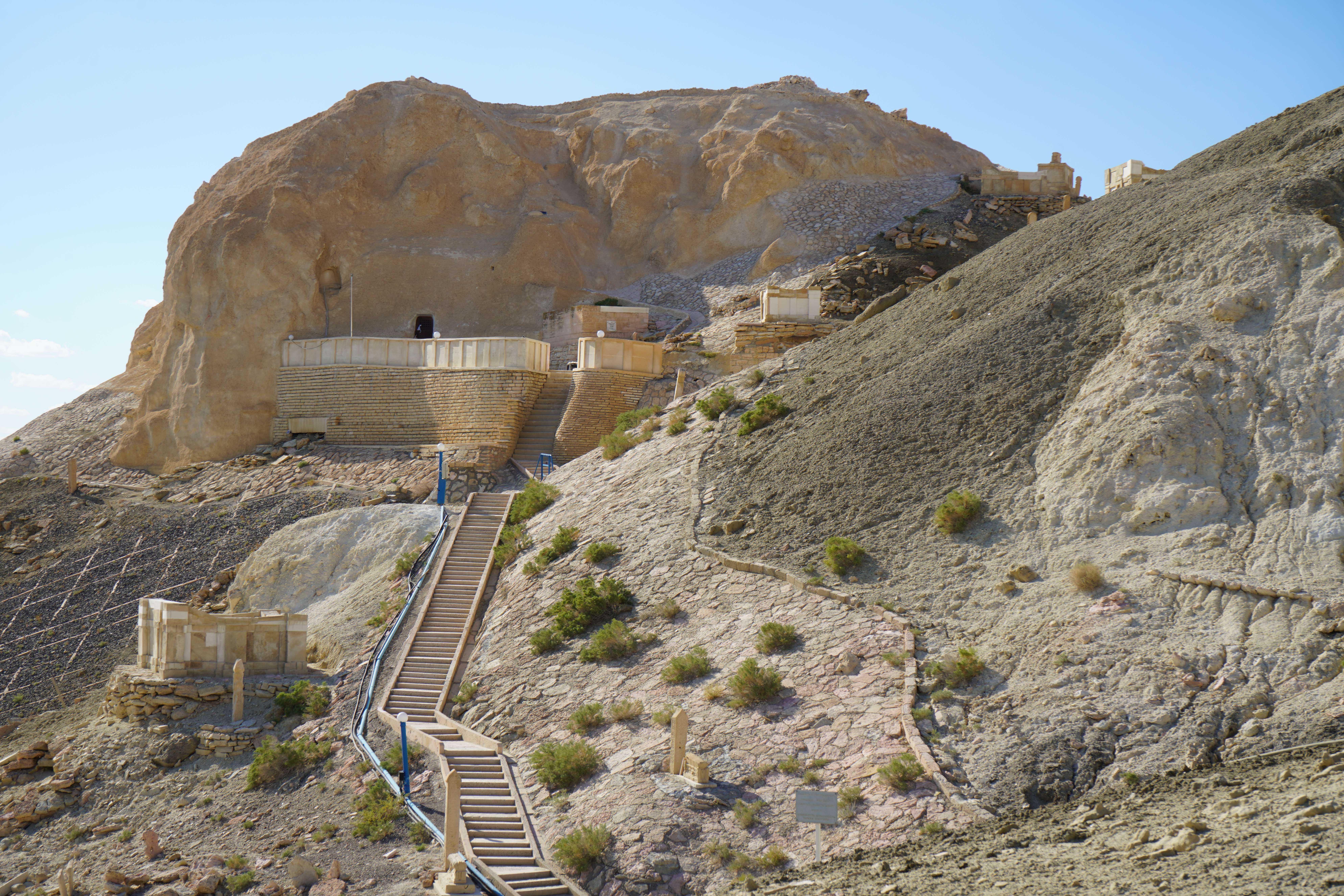
Felsenmoschee Beket ata
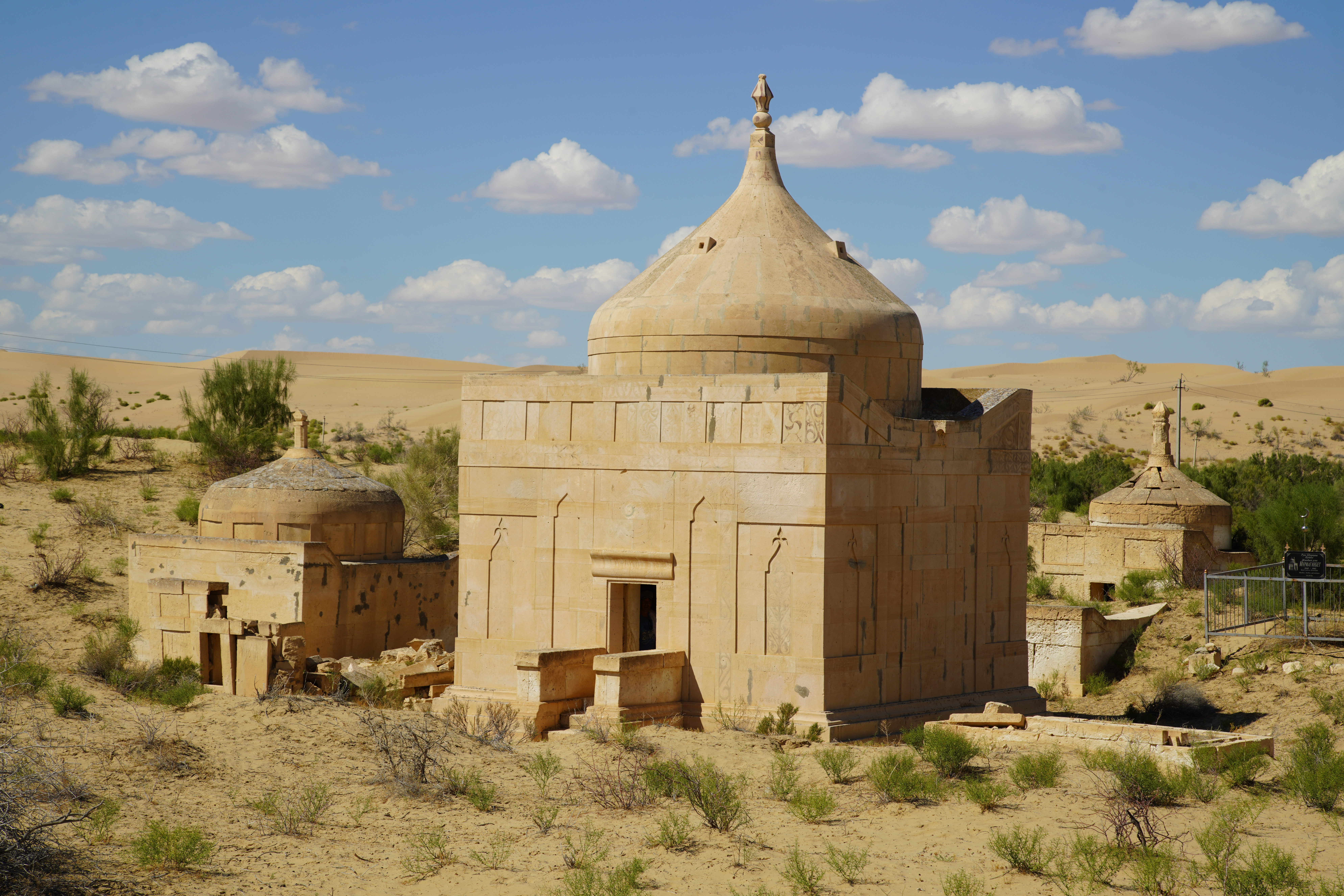
Nekropole Senek
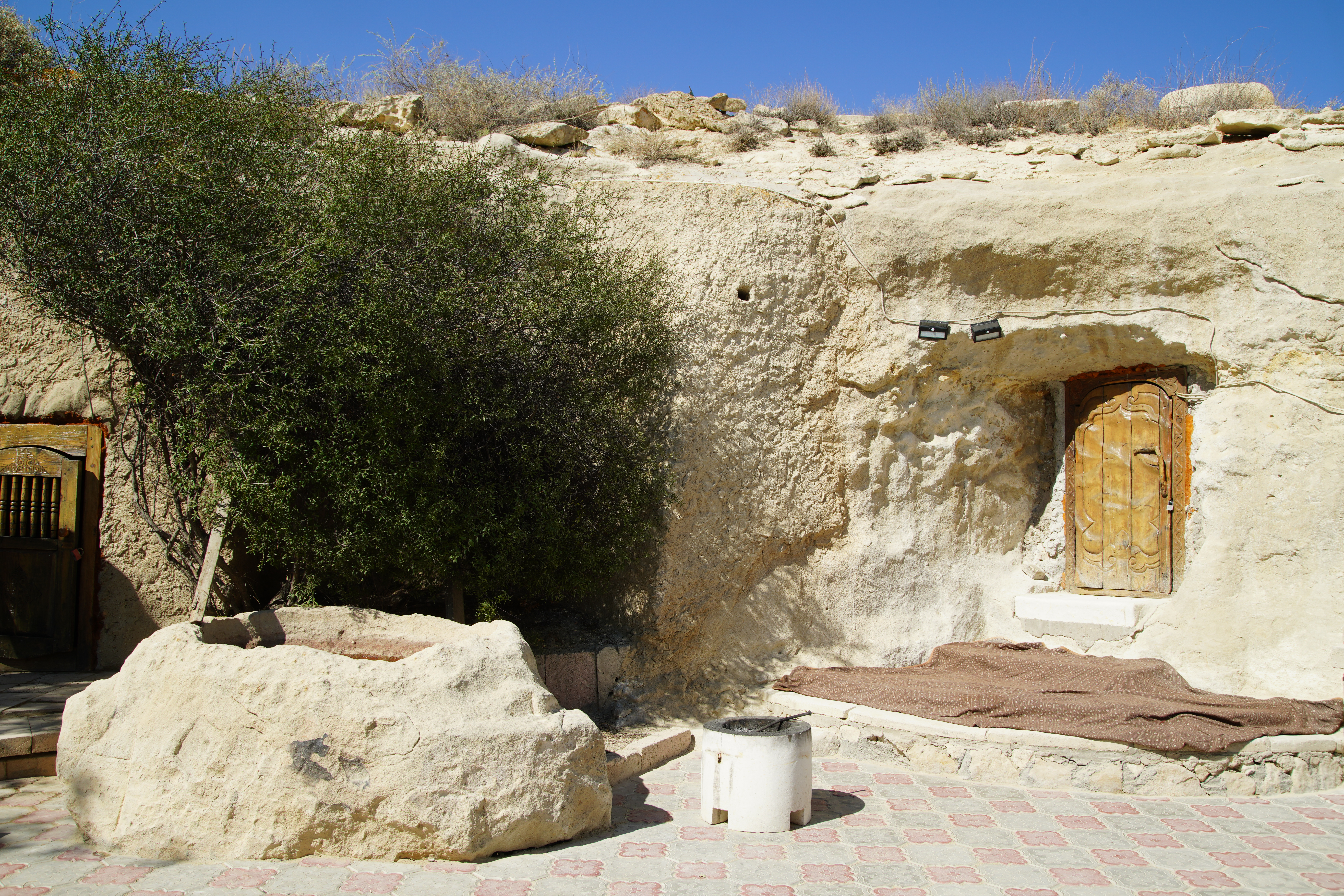
Felsenmoschee Schopan ata